# Konstantin Gołubiew
Konstantin Dmitrjewicz Gołubiew, ros. Константин Дмитриевич Голубев (ur. 15 marca?/27 marca 1896 w Pietrowsku, zm. 9 czerwca 1956 w Moskwie) – radziecki wojskowy, generał porucznik.

## Życiorys
W sierpniu 1915 roku wstąpił na ochotnika do armii rosyjskiej i rozpoczął służbę w 185 pułku zapasowym. Następnie został skierowany do szkoły podchorążych w Telawi, po jej ukończeniu od czerwca 1916 roku był młodszym oficerem w 187 pułku zapasowym. W grudniu 1916 roku został skierowany na front jako dowódca kompanii w 64 pułku piechoty, który brał udział w walkach na Froncie Południowo-Zachodnim. W czerwcu 1917 roku został ranny i dostał się do niewoli. Początkowo przebywał w szpitalu dla jeńców wojennych, a następnie w obozach jenieckich w Zalaegerszeg, Terezin i Liberec. Z obozu został zwolniony w lipcu 1918 roku i powrócił do Rosji.
We wrześniu 1918 roku wstąpił do Armii Czerwonej i został kolejno dowódcą plutonu, kompanii, batalionu kursantów 1 Saratowskiej Szkoły Dowódców Piechoty i Karabinów Maszynowych. W sierpniu 1920 roku został dowódcą 6 pułku strzeleckiego Samodzielnej Zachodniej Brygady Kursantów i wziął udział w walkach na Froncie Wschodnim wojny domowej. Następnie  uczestniczył w walkach na terenie Gruzji w 1921 roku. W czerwcu 1921 roku został dowódcą Brygady Kursantów w Samodzielnej Armii Kaukaskiej. W lutym 1922 roku został dowódcą 2 Moskiewskiej Brygady Kursantów wchodzącej w skład 11 Armii.
Po zakończeniu wojny domowej w lipcu 1923 roku został pomocnikiem szefa wydziału szkolenia wojskowego, a następnie pomocnikiem inspektora wyszkolenia bojowego Armii Kaukaskiej. Z tego stanowiska został skierowany do Akademii Wojskowej im. Frunzego, którą ukończył w 1926 roku. W czerwcu 1926 roku został dowódcą 23 pułku strzeleckiego 8 Dywizji Strzeleckiej Białoruskiego Okręgu Wojskowego. Następnie w styczniu 1928 roku został szefem sztabu 29 Dywizji Strzeleckiej, a w czerwcu 1929 roku został komendantem Moskiewskiej Ogólnowojskowej  Szkoły Piechoty im. Aszenbrennera. Będąc komendantem tej szkoły ukończył specjalistyczny kurs dla wyższych dowódców w Akademii Wojskowej im. Frunzego. W lutym 1933 roku został dowódcą 22 Dywizji Strzeleckiej Północnokaukaskiego Okręgu Wojskowego, a następnie od marca 1936 roku szefem 2 oddziału Wydziału Szkolenia Bojowego Armii Czerwonej. W październiku 1938 roku skierowany na kurs do Akademii Sztabu Generalnego im. Woroszyłowa, a od lutego 1939 roku został starszym wykładowcą w Akademii Wojskowej im. Frunzego, a potem szefem grupy w katedrze operacji armijnych tej uczelni.
W dniu 18 marca 1941 roku został dowódcą 10 Armii Zachodniego Specjalnego Okręgu Wojskowego na terytorium Białorusi włączonym do ZSRR po agresji ZSRR na Polskę w 1939 roku.
W chwili ataku Niemiec na ZSRR pozostawał na stanowisku dowódcy 10 Armii w składzie Frontu Zachodniego. W trakcie walk przygranicznych armia znalazła się w okrążeniu. On sam wraz ze sztabem armii oraz niewielkim oddziałem wojsk pogranicznych i będącym w chwili okrążenia w sztabie marsz. Kulikiem w dniu 19 lipca 1941 zdołał wyjść z okrążenia w rejonie rzeki Dniepr. Część oddziałów 10 Armii wyszła z okrążenia. Przeniesiono ją do rezerwy Naczelnego Dowództwa, a on został w dniu 26 lipca 1941 roku dowódcą 13 Armii wchodzącej w skład Frontu Centralnego  i wziął udział w walkach pod Smoleńskiem. W dniu 25 sierpnia 1941 roku odwołany został ze stanowiska dowódcy armii i pozostawał w dyspozycji komisarza obrony narodowej.
W dniu 15 października 1941 roku został dowódcą 43 Armii, którą dowodził w czasie bitwy pod Moskwą, następnie w 1942 roku w operacji rżewsko-wiaziemskiej, a w 1943 roku w operacji smoleńskiej. Na początku 1944 roku dowodził armią w operacji witebskiej, w trakcie tej operacji pod Witebskiem został ranny i do maja 1944 roku przebywał w szpitalu. Następnie od maja do października 1944 roku pozostawał w dyspozycji Naczelnego Dowództwa.
W październiku 1944 roku został 1 zastępcą pełnomocnika Rady Komisarzy Ludowych do spraw repatriacji obywateli ZSRR z Niemiec i innych państw okupowanych przez Niemcy. Po zakończeniu II wojny światowej pozostawał na tym stanowisku do 1949 roku. W sierpniu 1949 roku został starszym wykładowcą w Akademii Sztabu Generalnego. W styczniu 1953 roku został przeniesiony do rezerwy, lecz po dwóch latach w marcu 1955 roku został przywrócony do służby wojskowej, został wtedy sekretarzem Rady Naukowej Akademii Sztabu Generalnego. Funkcję tę pełnił do śmierci.
Pochowany został na cmentarzu Nowodziewiczym w Moskwie.

## Awanse
- kombrig (комбриг) (26.11.1935) (rozkaz nr 2484)
- generał major (генерал-майорy) (4.06.1940) (rozkaz nr 945)
- generał porucznik (генерал-лейтенант) (13.06.1942) (rozkaz nr 946)

## Odznaczenia
- Order Lenina (21.02.1945[1])
- Order Czerwonego Sztandaru (czterokrotnie – 22.02.1938[2], 2.01.1942[3], 3.11.1944[4], 20.06.1949[2])
- Order Kutuzowa kl. I (22.09.1943[5])
- Krzyż Kawalerski Orderu Virtuti Militari (Polska)
- Order Krzyża Grunwaldu II kl. (Polska)
- Order Partyzanckiej Gwiazdy kl. I (Jugosławia)
- Order Lwa Białego „Za zwycięstwo” kl. I (Czechosłowacja)
- Medal „Za obronę Moskwy” (1.05.1945)[2]
- Medal „Za zwycięstwo nad Niemcami w Wielkiej Wojnie Ojczyźnianej 1941–1945” (9.05.1945)[2]
- Medal „Za zwycięstwo nad Japonią”[2]
- Medal jubileuszowy „XX lat Robotniczo-Chłopskiej Armii Czerwonej”
- Medal jubileuszowy „30 lat Armii Radzieckiej i Floty”